# Walter Wolf (político)
Walter Wolf (Gotha, 27 de fevereiro de 1907 - Potsdam, 2 de abril de 1977) foi um político alemão e membro do Partido Comunista da Alemanha (KPD).
Wolf foi ministro da cultura de Turíngia de 1945 a 1947.